# Daniel Gordon
Daniel Gordon (Dortmund, Alemania, 16 de enero de 1985) es un exfutbolista alemán nacionalizado jamaicano. Jugaba de defensa.

## Clubes
| Club                 | País     | Año       |
| -------------------- | -------- | --------- |
| VfL Bochum II        | Alemania | 2004-2006 |
| Borussia Dortmund II | Alemania | 2006-2007 |
| Borussia Dortmund    | Alemania | 2007-2008 |
| Borussia Dortmund II | Alemania | 2008-2009 |
| Rot-Weiß Oberhausen  | Alemania | 2009-2011 |
| FSV Fráncfort        | Alemania | 2011-2012 |
| Karlsruher SC        | Alemania | 2012-2016 |
| SV Sandhausen        | Alemania | 2016-2017 |
| Karlsruher SC        | Alemania | 2017-2023 |